# MacGruber (série télévisée, 2021)
MacGruber
MacGruber est une série télévisée américaine en huit épisodes d'environ 28 minutes diffusée en streaming depuis le 16 décembre 2021 sur Peacock, basée sur le film sorti en 2010, lui même inspirée du sketch récurrent des Saturday Night Live, qui était une parodie de MacGyver. 
La série est inédite dans tous les pays francophones.

## Synopsis
Dix ans après les événements du film, MacGruber purge sa peine après avoir tué Cunth en légitime défense, pour être libéré lorsque la fille du président est enlevée. Il doit alors se battre contre le brigadier-commandant Enos Queeth.

## Distribution

### Acteurs principaux
- Will Forte : MacGruber
- Kristen Wiig : Vicki St. Elmo
- Ryan Phillippe : Dixon Piper
- Sam Elliott : Perry, le père de MacGruber
- Laurence Fishburne : Général Barrett Fasoose
- Billy Zane : Brigadier-commandant Enos Queeth

### Acteurs récurrents et invités
- Joseph Lee Anderson : Major Harold Kernst
- Timothy V. Murphy (en) : Constantine Bach
- Marielle Heller : mère de MacGruber
- Maya Rudolph : Casey
- Stephanie Czajkowski : Bex Dawson
- Mac Ericsson : Eli' MacGruber
- Vartan : Baker Jaxx
- Ryan Kendrick : père de Mac
- Ella Ayberk : NSA Nerd
- Angel Rosario Jr. : Chance Tucker
- Landon Ashworth (en) : Rodney

## Production

### Développement
MacGruber était un sketch récurrent des Saturday Night Live de 2007 à 2010, co-créé par Will Forte, Jorma Taccone et John Salomone. Forte jouait le rôle principal, une parodie absurde de MacGyver. Les sketches se sont avérés assez populaires pour une adaptation cinématographique. Comme le film a marché au box-office, l'équipe a développé une suite, qui n'est jamais sorti.
À la suite de l'annulation de série The Last Man on Earth, que Forte a créée et dans laquelle il a joué et que Salomone a écrite et réalisée, leur attention est revenue sur la renaissance de MacGruber.
En 2019, Forte a mentionné la possibilité que Kristen Wiig et Ryan Phillippe reviennent pour reprendre leurs rôles du film.
La série a été officiellement annoncée le 16 janvier 2020 lorsque NBCUniversal et en avril 2020, les scripts des huit épisodes étaient presque terminés. Mais la série fût retardée en raison de la pandémie de Covid-19. Le 10 août 2020, la série est officiellement reçue et une commande a été faite. Le tournage est effectué à Albuquerque, au Nouveau-Mexique.

## Liste des épisodes
1. A Good Day to Die
2. The Hungry Lion
3. Brimstone
4. The Scientist
5. Through the Looking Glass
6. The Storm
7. The Architect
8. Havencroft